# 蘇聯第301步兵師
蘇聯第301步兵師是第二次世界大戰期間蘇聯在西線為對抗納粹德國而組建的步兵師。在德国進攻蘇聯后不久，蘇聯紅軍就組建了第301步兵师。但很快在基輔戰役中被消滅。1941年12月，蘇聯再度組建第301步兵師，並參與第二次哈爾科夫戰役。但第301步兵師随后在面对德国發動的夏季攻势时撤退並被納粹德國包围，1942年7月被解散。将近一年后，第301师再次组建。該部隊後來攻入烏克蘭、波兰並於1945年4月攻入柏林市。戰爭結束后还短暫隸屬於苏军驻德集群。